# Jüdischer Friedhof (Brańsk)
Koordinaten: 52° 44′ 5,3″ N, 22° 49′ 25,3″ O

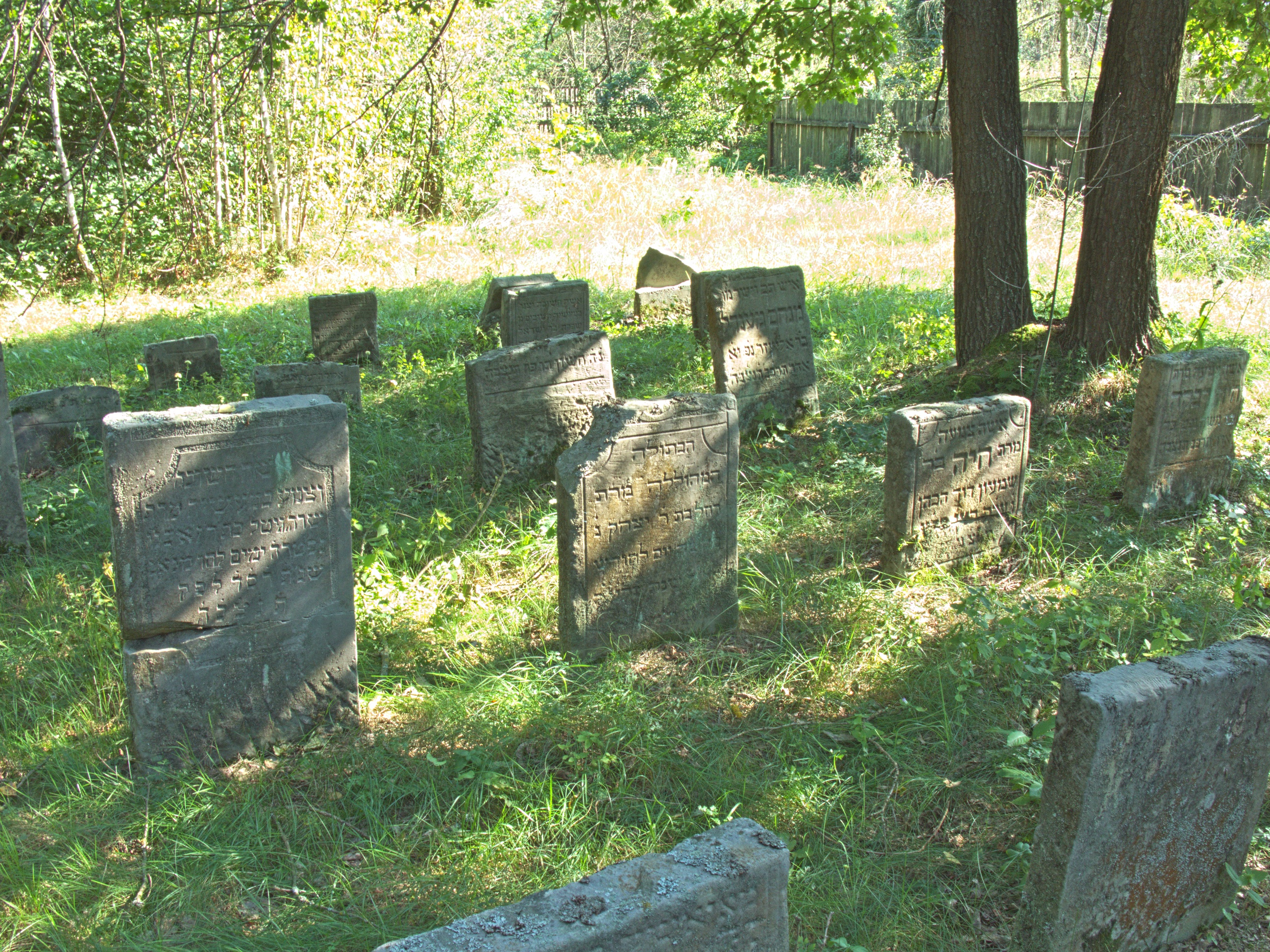
Jüdischer Friedhof in Brańsk

Der Jüdische Friedhof in Brańsk, einer polnischen Stadt in der Woiwodschaft Podlachien, wurde 1820 angelegt. Der jüdische Friedhof südlich der Stadt, der bis 1942 belegt wurde, ist ein geschütztes Kulturdenkmal.
Auf dem Friedhof sind heute noch mehrere hundert Grabsteine erhalten, die zum großen Teil von Pflanzen bedeckt oder ins Erdreich eingesunken sind.